# 奥谷博
奥谷 博（おくたに ひろし、1934年8月12日 - ）は、日本の洋画家。勲等は文化勲章。日本芸術院会員、文化功労者。
愛知県立芸術大学美術学部講師、愛知県立芸術大学美術学部助教授、東京芸術大学美術学部客員教授などを歴任した。

## 人物
高知県出身の洋画家である。独立美術協会に所属し、神奈川県三浦郡葉山町に居住している。愛知県立芸術大学では講師を経て助教授を務め、東京芸術大学では客員教授を務めるなど、後進の育成にも力を注いだ。1996年には日本芸術院の会員に選出されている。2007年には文化功労者として顕彰された。2017年には文化勲章を受章した。

## 来歴
1934年高知県幡多郡宿毛町(現在の宿毛市)に生まれる 。1955年東京芸術大学美術学部油絵科に入学し、1959年卒業する 。1963年東京芸術大学美術学部専攻科を修了、大橋賞を受賞する。この間、油絵科4年に進級して林武に師事するとともに、専攻科進学後も林武教室に籍を置く。1966年4月には、伊藤簾教授の推挙により開学したばかりの愛知県立芸術大学美術学部の専任講師になる。また10月には独立美術協会の会員となる 。1967年には、文部省が創設した芸術家在外研修制度 (現在の文化庁新進芸術家海外留学制度) による第1回在外研修員として、フランスに1年間留学する 。1969年4月に愛知県立芸術大学助教授となるが、翌年3月に退職して創作活動に邁進する 。1971年5月に再び渡仏し、1973年11月帰国する。2001年4月に東京芸術大学美術学部客員教授 (2004年3月まで) となる 。2007年1月には宿毛市名誉市民となる。

## 家族・親族
洋画家で独立美術協会会員の奥谷太一は、奥谷博の長男である。

## 年表
- 1934年 - 高知県幡多郡宿毛町にて誕生[4][6]。
- 1959年 - 東京芸術大学美術学部卒業[3][6]。
- 1963年 - 東京芸術大学美術学部専攻科修了[3][6]。
- 1966年 - 愛知県立芸術大学美術学部講師[4]。
- 1966年 - 独立美術協会会員[3][6]。
- 1967年 - 文部省在外研修員[3][6]。
- 1969年 - 愛知県立芸術大学美術学部助教授。
- 1970年 - 愛知県立芸術大学退職[3][6]。
- 1996年 - 日本芸術院会員[3][6]。
- 2001年 - 東京芸術大学美術学部客員教授[3][6]。

## 賞歴
- 1958年 - 独立美術協会展 (第26回展) に『埋玉』を初出品し、初入選 [4][6]。
- 1965年 - 独立美術協会展 (第33回展) で『針千本』・『桐の木の下』を出品し、独立賞・須田賞を受賞 [3][6]。
- 1966年 - 第1回昭和会展で昭和会賞を受賞 [3][6][9]。
- 1983年 - 芸術選奨文部大臣賞受賞 [3][6]。
- 1984年 - 『詩海』により第3回宮本三郎記念賞受賞 [3][6]。
- 1995年 - 第18回 安田火災東郷青児美術館大賞受賞 [3][6]。
- 1996年 - 日本芸術院賞受賞[3][6]。

## 栄典
- 1985年 - 紺綬褒章[3][6]
- 2007年 - 宿毛市名誉市民[4]
- 2007年 - 文化功労者[10][11]
- 2017年 - 文化勲章[5]
- 2018年 - 高知県名誉県民[12]

## 主な個展歴
- 1982年 - 『静けさと神秘の詩－奥谷博展』(7月3日 - 8月1日: 神奈川県立近代美術館) [3][6]
- 1984年 - 『第3回宮本三郎記念賞　奥谷博展』(5月8日 - 5月13日: 日本橋三越、5月 - 6月: 横浜三越・大阪三越、6月29日-7月15日: 高知県立郷土文化会館、美術文化振興協会・朝日新聞社主催) [3][6]
- 1993年 - 『奥谷博展－現代の黙示録－』(1月5日 - 1月31日: 刈谷市美術館、2月6日 - 2月28日: 笠間日動美術館、3月19日 - 4月18日: 山形美術館、5月22日 - 6月20日: 平塚市美術館、6月26日 - 7月25日: 三重県立美術館) [3][6]
- 1999年 - 『画集刊行記念　奥谷博展』(4月5日 - 4月16日: 日動画廊本店、4月20日 - 4月28日: 大阪、5月7日 - 5月17日: 名古屋、5月21日 - 5月30日: 福岡の日動画廊を巡回) [4][6]。
- 2007年 - 『世界遺産条約採択35周年記念　奥谷博展　訪ねた世界遺産』(3月22日 - 4月4日: パリ・ユネスコ本部) [4][6]。
- 2007年 - 『高島屋美術部創設百年記念－日本(HINOMOTO)－奥谷博展』(5月30日 - 6月4日: 日本橋髙島屋、6月 - 7月: 大阪・京都・横浜・名古屋の高島屋を巡回) [4]
- 2007年 - 『奥谷博－訪ねた世界遺産－帰朝展』(5月30日 - 6月16日: 日動画廊本店) [4]
- 2007年 - 『奥谷博展』(10月27日 - 12月2日: 高知県立美術館、2008年1月31日 - 2月26日: 横浜そごう美術館、6月7日 - 7月21日: 茨城県近代美術館、8月23日 - 9月23日: 松本市美術館) [4]
- 2015年 - 『傘寿・画集刊行記念　奥谷博展』(6月10日 - 6月25日: 日動画廊本店・7月4日 - 7月12日: 福岡日動画廊)[13][14]
- 2022年 - 『奥谷博ー無窮へ』（2月12日 - 4月3日: 神奈川県立近代美術館葉山)[15]

## 主な美術館所蔵作品
- 『画家と鴉』（1974年、高知県立美術館）[16]
- 『閉ざされた風景のある静物』（1974年、刈谷市美術館）[17]
- 『足摺遠雷』（1981年、神奈川県立美術館）[18]
- 『詩海』（1983年、三重県立美術館）[19]
- 『鱪と針千本』（1991年、メナード美術館）[20]
- 『風生』（1991年、笠間日動美術館）[21]

## 主な著書・画集
- 1992年『奥谷博画集』が求龍堂から刊行される [3][6]。
- 1999年『奥谷博　作品1952－1999』が日動出版により刊行される [3][6]。
- 2015年『奥谷博 Ⅱ 作品1999－2015』が日動出版部により刊行される[13]。

## 関連人物
- 林武